# FC Panters Okegem
FC Panters Okegem was een Belgische voetbalclub uit Okegem. De club was bij de KBVB aangesloten met stamnummer 7055 en had zwart en geel als kleuren. De ploeg speelde zijn thuiswedstrijden in het Guldenboomstadion in de Hazeleerstraat te Okegem. Begin 2021 fusioneerde de club met KVK Ninove.